# NGC 6319
NGC 6319 est une galaxie elliptique (lenticulaire ?) située dans la constellation du Dragon. Sa vitesse par rapport au fond diffus cosmologique est de 8 158 ± 3 km/s, ce qui correspond à une distance de Hubble de 120,3 ± 8,4 Mpc (∼392 millions d'al). NGC 6319 a été découverte par l'astronome américain Lewis Swift en 1885.